# 馬希納 (清朝)
馬希納（穆麟德轉寫：mahina，？—1674年），滿洲人，清朝政治人物、清朝戶部尚書，马福塔之子。
曾任督捕。康熙五年十二月甲子，接替蘇納海，擔任清朝戶部尚書，后改吏部尚書。由馬爾賽接任。
馬希納娶瓜尔佳氏。妾罗氏、钱氏、吴氏。馬希納生男四女五。 